# Georgia en los Juegos Olímpicos de Londres 2012
Georgia estuvo representada en los Juegos Olímpicos de Londres 2012 por un total de 35 deportistas que compitieron en  deportes. Responsable del equipo olímpico fue el Comité Nacional Olímpico Georgiano, así como las federaciones deportivas nacionales de cada deporte con participación.
La portadora de la bandera en la ceremonia de apertura fue la tiradora Nino Salukvadze.

## Medallistas
El equipo olímpico de Georgia obtuvo las siguientes medallas:
| Nombre                  | Deporte            | Competición |
| ----------------------- | ------------------ | ----------- |
| Oro                     |                    |             |
| Lasha Shavdatuashvili   | Judo               | –66 kg M    |
| Plata                   |                    |             |
| Revaz Lashji            | Lucha grecorromana | 60 kg M     |
| Vladimer Jinchegashvili | Lucha libre        | 55 kg M     |
| Davit Modzmanashvili    | Lucha libre        | 120 kg M    |
| Bronce                  |                    |             |
| Manuchar Tsjadaya       | Lucha grecorromana | 66 kg M     |
| Dato Marsaguishvili     | Lucha libre        | 84 kg M     |
| Guiorgui Gogshelidze    | Lucha libre        | 96 kg M     |